# Determination
『Determination』（ディターミネイション）は、Aldiousの2枚目のアルバムである。

## 概要
アルバム『Deep Exceed』より、約1年ぶりとなる作品。プロデューサーは、前作に続き久武頼正。『Defended Desire』より、「Defended Desire」、「灰の雪」の2曲、『Dear Slave』より、「夜想曲」がリレコーディングされた。トキ、Arutoも作曲に参加している。
限定盤には「Spirit Black」、「Mermaid」のMVと、「Confusion」のライブ編集映像を収録したDVDが付属。販売店によって特典も用意された（HMVの特製リーフレット『延長いただきましたっ！』など）。

## 収録内容

### CD
1. Disclose
2. Defended Desire(Album Version)
3. Spirit Black

プロデューサー、外部ギタリストとの共作。サビなどにそのアイディアが反映されている[1]。
  - フジテレビ系バラエティ番組『志村軒』エンディングテーマ(11月9日 - 11月23日)
4. Eternal Delusion
5. 灰の雪(Album Version)
6. Wish Song
7. Mermaid(Determination Mix)

一部スクラッチが加わるなど、シングルの音源とはミキシングが異なる。
8. Spellbind
9. Carry Out！
10. 夜想曲

GalneryusのYUHKIがゲストミュージシャンとして参加している。

作詞: Rami (#1 - 5,7,9,10)、Aruto & Rami (#6)、Rami & Aruto (#8)
作曲: Yoshi (#1,2,5,8,9,10)、Yoshi, 久武頼正 & 小林信一 (#3)、トキ (#4)、Aruto (#6)、Yoshi & Rami (#7)
編曲: Aldious & Yorimasa Hisatake (#1 - 9)、Rami , YUHKI & Yorimasa Hisatake (#10)
補編曲: Shinichi"Seven Strings Star"Kobayashi

### DVD(限定盤)
1. Spirit Black(Music Video)
2. Mermaid(Music Video)
3. Confusion(Music Video)